# Brachyhypopomus bennetti
El Brachyhypopomus bennetti és una espècie de peixos elèctrics del gènere dels brachyhypopomus descoberta a l'Amazònia central.